# Дијалекти македонског језика
Дијалекти македонског јeзика су дијалекти посебног јужнословенског језика који се назива македонским. Према различитим дијалектолошким поделама, овај језик има око тридесетак дијалеката, који се у зависности од поделе разврставају у три или четири главне групе. Дијалектима македонског језика говоре етнички Македонци на подручјима Северне Македоније, Пиринске Македоније (Бугарска), Егејске Македоније (Грчка), Мале Преспе и Голог Брда (Албанија). Такође су заступљени у македонској етничкој дијаспори.
Проучавање јужнословеснких дијалеката на ширем простору историјске области Македоније започело је током 19. века. Класификација ових дијалеката је дуго била предмет лингвистичких и етнополитичких спорова. У старијој бугарској, односно српској дијалектологији, јужнословенски дијалекти са подручја Македоније сматрани су дијалектима бугарског, односно српског језика, а такви ставови су и данас присутни у делу бугарске, односно српске јавности.

## Групе
Северно подручје
- Западна група:

1. Тетовски дијалект
2. Скопскоцрногорски дијалект
3. Горански дијалект

- Источна група:

1. Кумановски дијалект
2. Кратовски дијалект
3. Кривопаланачки дијалект
4. Овчепољски дијалект

Западно подручје:
- Централна група:

1. Прилепско-битољски дијалект[2]
2. Кичевско-поречки дијалект[3]
3. Скопско-велешки дијалект

- Западна и северозападна група:

1. Гостиварски дијалект
2. Рекански дијалект
3. Галички дијалект[4]
4. Дебарски дијалект
5. Дримколско-голобрдски дијалект
6. Вевчанско-радошки дијалект[5]
7. Струшки дијалект
8. Охридски дијалект
9. Горњепреспански дијалект
10. Доњепреспански дијалект

Источно и јужно подручје
- Источна група:

1. Тиквешко-мариовски дијалект
2. Штипско-кочански дијалект
3. Струмички дијалект
4. Малешевско-пирински дијалект[6]

- Југозападна група[7]:

1. Нестрамско-костенарски дијалект
2. Корчански дијалект
3. Костурски дијалект

- Југоисточна група:

1. Солунско-воденски дијалект[8]
2. Серско-драмско-лагадинско-неврокопски дијалект[9]

## Распрострањеност подручја
Дијалекте македонског језика карактерише положај региона у којима се говоре.
Македонска језичка територија покрива централни део Балканског полуострва, као и ушће река Вардар, Струма и доњи ток реке Места.
Тако се и дијалекти деле према подручјима:
- - источно
- - западно
- - северно
- - јужно

### Источно подручје
Најчешће се користи на граници са Бугарском. Према македонским лингвистима, границу представља планински масив Доспат - поглед.
Македонска популација у Пиринској Македонији, која је саставни део Бугарске, поред званичног бугарског језика, користи и њен матерњи македонски дијалект.
У источним деловима Пиринске Македоније и деловима Егејске Македоније до Солуна јотовање гласа ћ изговара се као у источној Бугарској - дјадо (деда), њама (ноне), мљако (млеко).

### Западно подручје
Највећи део језичке границе поклапа се са границом Северне Македоније и Албаније, док географски она представља планински масив Кораб - Дешат - Јабланица, одакле се спушта југозападно до Охридског језера.
Дуж албанске границе налази се тридесетак насеља у којима живи претежно македонско становништво: долина реке Дрим, подручје Голог Брда и околина града Поградец. Језичка граница скреће на југоисток преко планине Галичице дуж југозападне обале Преспанског језера, па одатле на југ преко Мокре Горе.
Ова област покрива територију на релацији Скопље - Тетово - Гостивар - Дебар - Струга - Поградец - Корча. Обзиром да је насељена мешовитом македонско-албанском популацијом, у овом делу језичко подручје углавном је двојезично.

### Северно подручје
Граница македонског језика подудара се са границом између Северне Македоније и Србије.

### Јужно подручје
Са јужне стране, језичка граница обухвата читаво подручје планине Грамос све до реке Места у Тракији.
Према мишљењу Божидара Видоеског и других лингвиста, језичка граница продире много дубље на југ према данашњој граници између Северне Македоније и Грчке, тако да се овај језички дијалект може чути све до линије Грамос - Пиво - Солун.
На северозападу модерне Грчке, поред македонског живи и грчко, албанско и влашко становништво, те је у великом проценту ово језичко подручје тројезично.

## Самогласници и сугласници
Централни западни дијалекти разликују се у пет самогласника: а, е, и, о, у (/i, ɛ, a, ɔ, u/).
Остали дијалекти углавном имају вокал / Ә /. Осим тога, у различитим дијалектима јављају се Фонемске транскрипције / ɑ /, / АЕ / и / И / и вокали / л / а / р /.
Већина дијалеката има самогласник / ɛ / из оригиналног Е (ђ, Иат) осим у источни региону где је развијено  во /a/ по /c/.
На крајње источним деловима Егејске и Пиринске Македоније, фокус се ставља на ě које означава: како,а,и .
Егејски дијалект за разлику од серско-драмско-лагадинско-неврокопског / Ја / се употребљава уколико се налази у задњем слогу самогласника и има / ɛ / као и у предњем.
Што се тиче сугласника, западни дијалекти се разликују од источних само у изговору, губи се / К / (осим у Тетову, Гори и Корчи), и / В / у међугласовима (изузев области Мале Реке и предела Костур-Корач):„глава“ = гла, „глави“ = глај.
Двофонемски рефлекси углавном означавају карактеристику говора у Егеју, Пиринској Македонији, Костур-Корчи и Охрид-Преспи.